# Lepraliella mucronata
Lepraliella mucronata är en mossdjursart som först beskrevs av Powell 1967.  Lepraliella mucronata ingår i släktet Lepraliella och familjen Lepraliellidae. Inga underarter finns listade i Catalogue of Life.